# خوان جيرمان روسكيو
خوان جيرمان روسكيو (بالإسبانية: Juan Germaan Roscio) ولد في 27 أيار/مايو 1763 وتوفي في 10 آذار/مارس 1821، هو محامي وسياسي فنزويلي ذو أصل إيطالي. شغل منصب وزير الشؤون الخارجية في مجلس كاراكاس العسكري الأعلى، كما كا أول وزير للخارجية بفنزويلا في منصب الرئيس التنفيذي خلال أول جمهورية لدولة فنزويلا. وقد كان أيضا محررا في العديد من المجلات والجرائد على غرار غازيتا دي كاراكاس وكاريو ديل أورينوكو. وقد شغل منصب المحرر الرئيسي في إعلان الاستقلال فنزويلا، كما أنه كان أول من وضع قوانين الدستور الفنزويلي في عام 1811 وكذلك القواعد الانتخابية من أجل انتخاب المؤتمر الأول. وكان أيضا نائب الرئيس في كولومبيا الكبرى.

## النشأة
ولد روسكيو في إطاليا وقد هاجر من ميلان نحو فنزويلا، وهو ابن كل من جيوفاني روسكيو وبولا ماريا نيفس. الذين يعيشون في سان فرانسيسكو دي تيزنادوس، وقد درس كل من الإيطالية واللاتينية. ثم انتقل إلى كاراكاس في عام 1774 من أجل مواصلة دراسته بها تحت وصاية من الكونت سان خافيير. كما درس اللاهوت والقانون المدني، وقد حقق درجة في القانون الكنسي وكذلك القانون المدني في عامي 1794 و1800 على التوالي.
قدم طلبا من أجل الحصول على شهادة الإجازة في جامعة ريل أودينسيا (بالإسبانية: Real Audiencia) بكاراكاس في عام 1796، لكن كلية القانون هذه رفضت طلبه المزعوم في ضوء المخالفات في بلده الأم.

## الحياة الشخصية
روسكيو كان متزوجا من ماريا دولوريس كويفاس، وأنجب منها على ابنة سماها كارمن روسكيو كويفاس من مواليد 10 مارس عام 1821.[بحاجة لمصدر]

## الحياة العامة
كان روسكيو أحد داعمي الاستقلال الفنزويلي وأحد أهم الشخصيات المطالبة بذلك، وقد حصل على الدور الرئيسي بتاريخ 19 نيسان 1810 في الثورة وذلك كـممثل للشعب.عقدت وزارة الخارجية في مجلس كاراكاس العسكري الأعلى اجتماعا مع الذين ناضلوا من أجل التحرير، وقد كان روسكيو حاضرا في المؤتمر بصفته ممثلا عن كالابوزو، كما شارك في تنقيح إعلان الاستقلال بتاريخ 5 يوليو 1811. هذا بالإضافة إلى أنه ساعد في إيقاف الدستور الاتحادي عام 1811.
انتخب عضوا بديلا في 1812 خلال الحكم الثلاثي، وكجزء من دوره كان قد أيد وأرجع ميراندا إلى منصبه، وبعد هزيمة الجمهورية الأولى أُرسل روسكيو إلى السجن في ارسنال دو لا كاريكا في إسبانيا، ثم نقل إلى سبتة جنبا إلى جنب مع سبعة من زملائه السجناء، بما في ذلك خوسيه كورتيس دي مادارياجا، خوان بابلو أيالا، خوان باز دي كاستيلو، فرانسيسكو إيزناردي ثم خوان باروانا، وقد هرب إلى جبل طارق في عام 1814 مع ثلاثة منهم، ولكن تم تسليمه إلى إسبانيا من قبل السلطات البريطانية بعدما عثرت عليه فارا من العدالة.
أرسل روسكيو رسالة مهمة عن طريق صديق مقرب له يدعى توماس ريتشارد إلى جورج الرابع ملك المملكة المتحدة والتي _الرسالة_ لعبت دورا في قرار تحرير وإطلاق سراح أربعة سجناء.
سافر روسكيو إلى جامايكا ثم الولايات المتحدة، حيث نشر مؤلفه Triunfo de la libertad sobre el despotismo (فيلادلفيا، 1817). وقد أيد سيمون بوليفار في عام 1818 في فكرة إنشاء ثالث جمهورية تابعة لفنزويلا ووضع كولومبيا الكبرى تحت الحماية. وخلال هذا الوقت كان بمثابة وزير المالية، وكذلك كان يشغل منصب نائب الرئيس في إدارة شؤون فنزويلا ثم كولومبيا الكبرى.
توفي روسكيو عشية اليوم الموافق لـ 10 مارس 1821 بصفته رئيس لمنطقة كوكوتا كونغرس.